# Crautzach
Crautzach (auch Creutzbuchen) ist eine Wüstung auf der Gemarkung des Geiselwinder Ortsteils Gräfenneuses im unterfränkischen Landkreis Kitzingen. Das Dorf wurde bereits im 15. Jahrhundert als verlassen erwähnt. Wahrscheinlich waren Klimaveränderungen seit 1450 ausschlaggebend für das Verlassen der Siedlung.

## Geografische Lage
Die Identifizierung der ehemaligen Siedlungsstelle erweist sich heute als schwierig. Wahrscheinlich befand sich der Ort auf der Gemarkung des heutigen Geiselwinder Ortsteils Gräfenneuses, allerdings ist auch diese Lokalisierung nicht endgültig gesichert. Die Lagebeschreibung „uffm Creutzberg“, also auf dem Creutzberg, die in einer Urkunde über die Wüstung auftaucht, kann auch nicht mit einer heute noch existierenden Flurlage auf dem Gebiet von Gräfenneuses in Einklang gebracht werden.

## Geschichte
In den Standbüchern des Würzburger Hochstifts tauchte das Dorf erstmals in den Quellen auf. Damals lag es bereits wüst. Im Jahr 1457 wurde neben anderen Orten „Item einen Zehenden zu Crautzach der wustungen“ erwähnt. Über einhundert Jahre lang schwiegen dann die Quellen über Crautzach. Erst im Jahr 1583 zählte eine Zehntbeschreibung von Oberschwarzach auch die Wüstungen auf dem Gebiet auf. Darunter war auch „Creutzbuchen uffm Creutzberg“.
Wahrscheinlich wurde das Dorf im Zuge von klimatischen Veränderungen verlassen. Zwischen 1310 und 1350, sowie zwischen 1430 und 1480 sind für den Steigerwald mehrere extreme Wetterlagen nachgewiesen, sodass es zwischen 1433 und 1438 auch zu einer Hungersnot kam. Häufig sank durch mehrere regnerische Sommer hintereinander die agrarische Leistungsfähigkeit der landwirtschaftlichen Flächen extrem. Dörfer wurden aufgegeben. Neben Crautzach traf dies wohl auch die Dörfer Fuchsstatt und Oberwinkel.